# سيسيل راجيندرا
سيسيل راجيندرا هو ناشط حقوق الإنسان ماليزي، ولد في 1941 في بينانق في ماليزيا.

## وصلات خارجية
- سيسيل راجيندرا على موقع ميوزك برينز (الإنجليزية)